# Biemna pedonculata
Biemna pedonculata är en svampdjursart som beskrevs av Claude Lévi 1963. Biemna pedonculata ingår i släktet Biemna och familjen Desmacellidae.
Artens utbredningsområde är havet utanför Sydafrika. Inga underarter finns listade i Catalogue of Life.